# Mùa bão Đông Bắc Thái Bình Dương 2016
Mùa bão Đông Bắc Thái Bình Dương 2016 được coi là mùa hoạt động mạnh thứ năm được ghi nhận, tương đương với mùa 2014. Trong suốt quá trình của mùa bão, tổng cộng có 22 cơn bão được đặt tên, 13 cơn bão cuồng phong và sáu cơn bão lớn đạt trên cấp 3+ đã được quan sát trong lưu vực. Mặc dù mùa này rất sôi động, nhưng nó ít hoạt động hơn đáng kể so với mùa trước, với những tháng không có bão  hoạt động vào đầu và đến cuối mùa. Nó chính thức bắt đầu vào ngày 15 tháng 5 ở phía đông Thái Bình Dương và vào ngày 1 tháng 6  trung tâm Thái Bình Dương; cả hai đã kết thúc vào ngày 30 tháng 11.  Những ngày này thường phân định thời kỳ mỗi năm khi hầu hết các cơn bão nhiệt đới hình thành trong lưu vực Thái Bình Dương. Tuy nhiên, cơn bão Pali, đã trở thành cơn bão nhiệt đới Trung tâm Thái Bình Dương sớm nhất được ghi nhận, sự hình thành của lốc xoáy nhiệt đới có thể xảy ra bất cứ lúc nào trong năm. Tuy nhiên, sau Pali, mùa hoạt động đã bắt đầu chậm, trở thành mùa đầu tiên kể từ năm 2011, trong đó không có cơn bão nhiệt đới nào xảy ra vào tháng Năm và cũng là lần đầu tiên kể từ năm 2007, trong đó không có cơn bão nào được hình thành vào tháng Sáu.

## Dòng thời gian

4 xoáy thuận nhiệt đới cùng hoạt đông vào ngày 22 tháng 7. Từ trái sang phải: Bão Darby, Bão Estelle, Áp thấp nhiệt đới 08-E (sau này trở thành bão Georgette) và Bão Frank

Chỉ số tích lũy năng lượng lốc xoáy (ACE) cho mùa bão Đông Bắc Thái Bình Dương 2016 là 184.575 đơn vị (145,4575 đơn vị từ Đông Thái Bình Dương và 39.1175 đơn vị từ Trung Thái Bình Dương)

## Các hệ thống khác
- Vào ngày 11 tháng 8, Cơ quan Khí tượng Nhật Bản (JMA) đã báo cáo rằng 1 áp thấp nhiệt đới đã phát triển gần Đường đổi ngày quốc tế khoảng 2.000 km (1.245 dặm) về phía tây bắc của Honolulu, Hawaii. Vào ngày hôm sau, hệ thống di chuyển theo hướng tây bắc và được giám sát lần cuối trước khi nó di chuyển vào khu vực Tây Bắc Thái Bình Dương.
- Vào ngày 12 tháng 9, JMA đã báo cáo rằng một áp thấp nhiệt đới khác đã phát triển ở phía đông của International Dateline, trong khi CPHC đánh giá nó có cơ hội hình thành thấp trong 48 giờ tới. Tuy nhiên, hệ thống đã tiêu tan ngay sau khi có điều kiện không thuận lợi.
- Vào ngày 3 tháng 10, JMA bắt đầu theo dõi một áp thấp nhiệt đới khác ở phía đông của International Dateline. Hệ thống di chuyển vào Tây Thái Bình Dương, và trở thành bão Songda sau đó.
- Vào ngày 15 tháng 10, JMA bắt đầu theo dõi áp thấp nhiệt đới ở phía đông của International Dateline, tuy nhiên, áp thấp nhiệt đới đã di chuyển vào khu vực Tây Bắc Thái Bình Dương sáu giờ sau đó và tan biến.